# Hull house
Hull House va ser una casa per donar suport al barri, englobada dins del moviment dels settlements. Va ser fundada el 1889 per Jane Addams i Ellen Gates Starr a Chicago, concretament a Near West Side a una casa prèviament propietat de Charles Jerald Hull de qui hereda el nom. Aquest assentament se situava enmig del barri obrer d’un Chicago en expansió on va arribar gran quantitat d’immigrants. La seva creació és un exemple, com Toynbee Hall, del moviment dels settlement, cases situades a barris obrers que portaven a terme accions per millorar les condicions de vida i donar eines per superar les desigualtats a les zones més empobrides de les ciutats.
Aquests settlement vint-i-quatre anys després de la seva creació ja comptava amb 13 edificis i un campament d’estiu. I Jane Addams afirmativa que el barri ja havia engolit a Hull House, ja era part del barri juntament amb els residents. Desafortunadament al 1960s per l'expansió de la Universitat de Chicago es va fer enderrocar tot el complex de Hull House exceptuant dos edificis, un actualment alberga el “Hull House Museum”.

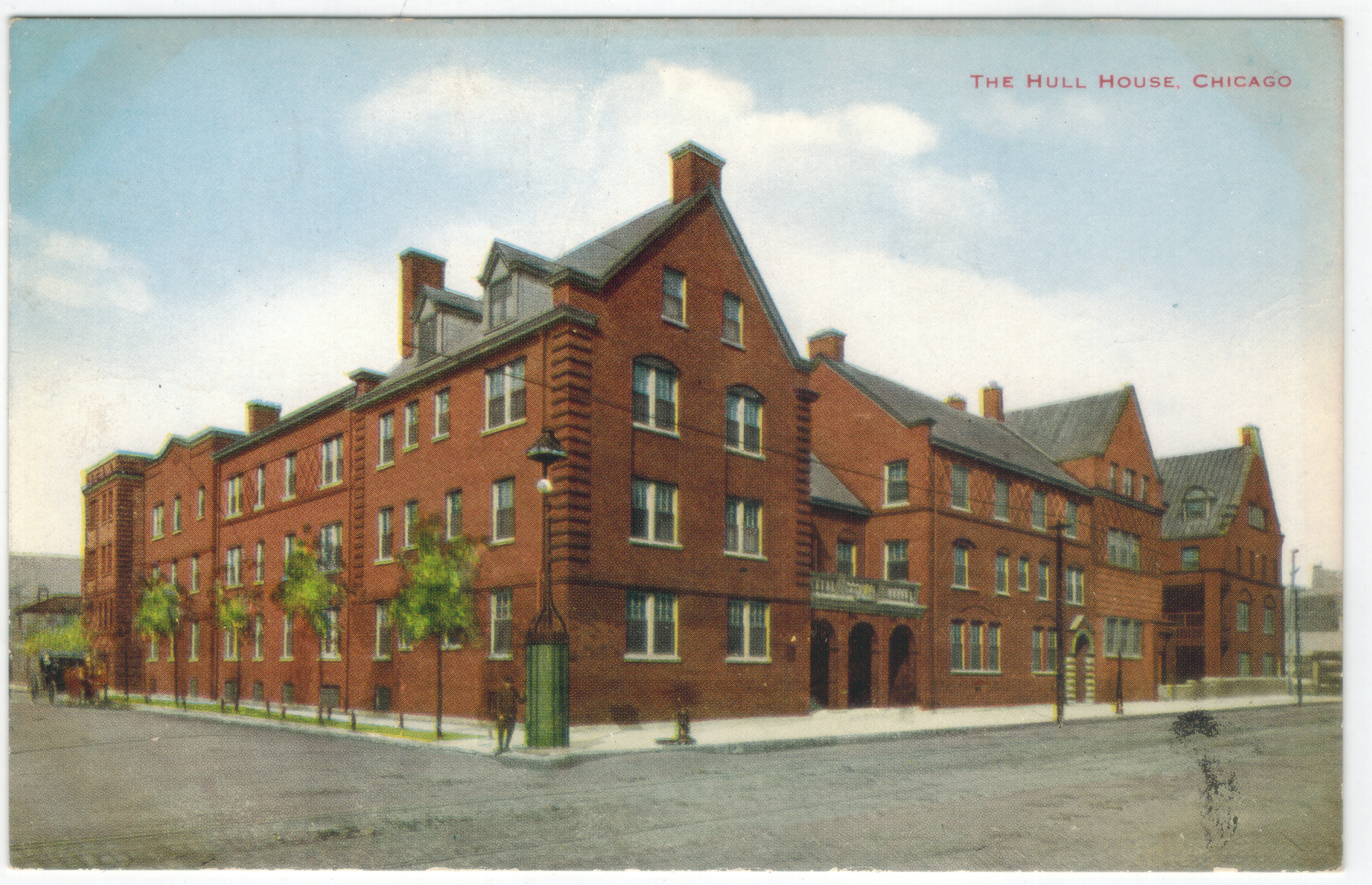
Hull House

## Comunitat de Hull House
A Hull House hi vivien els residents, gran part eren experts en les ciències socials i universitaris, alguns hi passaven alguna temporada allí i altres com Jane Addams hi vivien sempre. Aquests residents ajudaven amb les feines i les accions que es feien a Hull House, participaven en la tria de noves accions i millora de les que es feien i/o anaven a observar el funcionament i la vida allí. Jane Addams els descrivia així:
“Debe estar abierto a las creencias y debe tener un profundo y duradero sentido de tolerancia. Debe ser hospitalario y estar listo para experimentar. Debe exigir de sus residentes una paciencia científica en la acumulación de hechos y la capacidad de conservar su compasión como uno de los mejores instrumentos para esa acumulación. Debe basarse en una filosofía cuyos cimientos estén en la solidaridad de la raza humana, una filosofía que no se tambaleará cuando la raza esté representada por una mujer bebida o un niño idiota. Sus residentes deben vaciarse de toda presunción de opinión y toda afirmación de sí mismos y estar preparados para despertar e interpretar la opinión pública de su vecindario. Deben estar satisfechos de vivir hombro con hombro con sus vecinos hasta que crezca en ellos una sensación de relación e intereses mutuos. Sus vecinos están separados por diferencias de raza y lengua que los residentes pueden salvar más fácilmente. Están obligados a ver las necesidades de sus vecinos como un todo, de proporcionar datos para la legislación y de usar su influencia para asegurarla. Resumiendo, los residentes se comprometen a dedicarse a las obligaciones de un buen ciudadano y a despertar las energías sociales que durante demasiado tiempo han estado durmiendo en todos los vecindarios conquistados por el industrialismo. Están obligados a considerar toda la vida de su ciudad como orgánica, a hacer un esfuerzo por unificarla y por protestar contra la diferencia excesiva.”

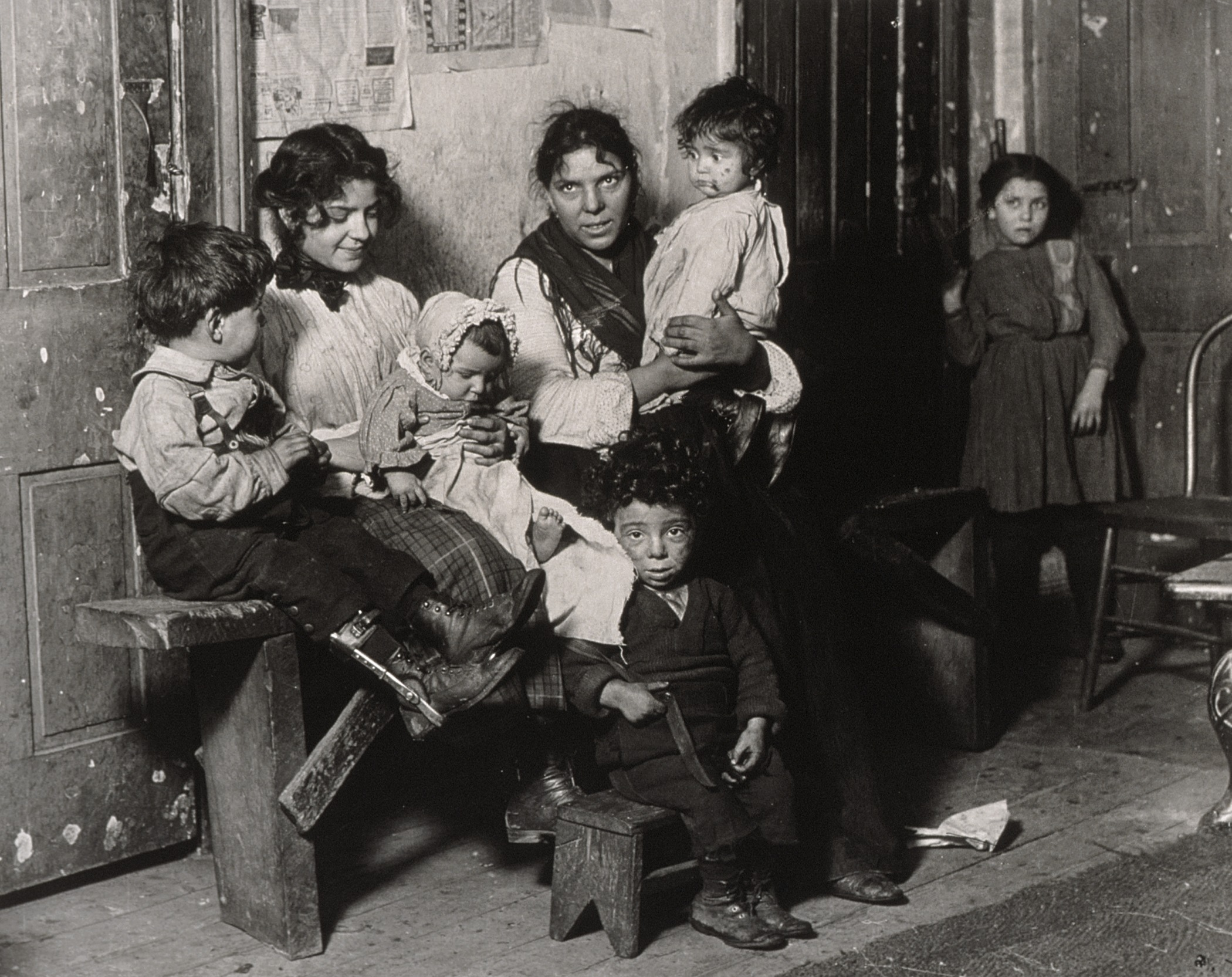
Famíla italiana del barri on se situava Hull House

Per altra banda, hi ha els veïns del barri que eren beneficiaris de Hull House. Aquests eren al mateix temps els que gaudien de les propostes i les duien a terme en alguns casos. Però també tenien un paper fonamental a l’hora d'escollir les properes accions, ja que ho feien ells conjuntament amb els residents. Els veïns donaven una visió des de l’interior del barri diferent i complementària a la mirada científica i la dels residents, tot i ser un més i conèixer molt el barri.

## Accions
A Hull House es van portar a terme multitud d’accions que eren resultat de l'observació i coneixement científic unit a les necessitats dels habitants del barri. Les decisions estaven consensuades pel resident, amb coneixement científic, i els habitants, usuaris i experts amb el barri.
Alguns exemples són:
- Escola bressol: Hi portaven els nens les mares i pares que havien d'anar a treballar. Així s'evitava que els nens es quedessin sols a casa amb moltes possibilitats de fer-se mal, en alguns casos els deixaven lligats a una taula causant-los'hi lesions greus. Hi anaven nadons, però a altres sales també hi havia nens més grans.
- Menjador públic: Es va detectar que a causa de la gran quantitat de feina de les mares es tendia a mal alimentar-se. Així doncs, es va crear aquest espai on es donava menjar sa i equilibrat.
- Cafeteria: Un espai on la gent del barri es pot trobar, des dels empresaris fins als obrers humils, i celebrar les seves festivitats. Dona cohesió al barri, objectiu del settlement i permet mantenir les tradicions.
- Clubs. Per exemple: Jane Club, format per dones treballadores resolia qüestions de la vida comunitària i el Phalanx Club, molt similar al Jane Club però per a homes joves. O alguns dels molts clubs on es debatia de llibres problemes socials o qualsevol cosa, com el Club de Ciències Social.
- Allotjament model per a dones: On aquestes poden accedir a un llit i esmorzar.
- Parc públic per a nens: Lloc segur per jugar els nens fora de l'horari escolar.
- Ajuda per trobar feina i pels qui no la troben.
- Gimnàs: L’utilitzaven per fer actes, activitats pels nens i nenes, reunions… Era un espai que generava cohesió i activitats enriquidores.
- Classes: De costura, grec, escriptura, anglès... Donant eines per superar les barreres i accedir a coneixement acadèmic.
- I moltes altres com banys públics, sales de lectura, banc de llibres, exposicions o conferències.

A aquestes que es feien a Hull House també cal afegir el suport i assessorament dels residents per millorar les condicions de vida del barri. Com la lluita per millorar el servei d'escombraries i les brigades de neteja millorant així la higiene i la salut del barri. O la promoció d'una legislatura pel treball infantil i limitar la jornada laboral de les dones, per millorar la vida de les famílies.

## Treball social
Jane Addams amb Hull House i la seva metodologia va plantar part de les bases del treball social. La manera de treballar es pot resumir amb “A treballar juntes se’n aprèn treballant juntes” que vindria a ser un dels punts principal de Hull House. Allí es decidien les accions que portarien a terme no només per part dels residents, experts, sinó que la comunitat, subjectes de les accions, tenien també veu a les decisions. Això feia aquestes obres democràtiques i aprofitava el coneixement dels veïns del barri, màxims experts amb aquest, per unir-lo al d'experts en el treball social.
A la mateixa línia hi ha la màxima a Hull House de les tres "R" ("Research, Residence, Reform" amb angles). És a dir aquesta idea ens porta a veure la combinació de la recerca científica, la residència al barri per conèixer-lo per finalment arribar a les accions de reforma. En aquest settlement la reforma social es basava en la ciència i el coneixement del barri, tenint en compte sempre els dos punts.
Per altra banda, podem llegir el que es feia a Hull House com un intent de superar la simple caritat, almoina. Es veia la pobresa com un fet social, un problema estructural de la societat, i s'havia de superar com a tal, reformant la socialment (donar eines per superar el problema i canviar les desigualtats estructurals).